# نظرية الأعداد المضافة
نظرية الأعداد المضافة هي الحقل الفرعي لنظرية الأعداد المتعلقة بدراسة مجموعات فرعية من الأعداد الصحيحة وسلوكها تحت الإضافة. وبشكل أكثر تجريدًا، يشمل مجال نظرية الأعداد المضافة دراسة الزمر الأبيلية وشبه مجموعات تبادلية مع عملية إضافة. ترتبط نظرية الأعداد المضافة ارتباطًا وثيقًا بنظرية الأعداد التجميعية وهندسة الأعداد. هدفان رئيسيان للدراسة هما مجموع مجموعتين فرعيتين A وB من العناصر من زمرة أبيلية G،
{\displaystyle A+B=\{a+b:a\in A,b\in B\},}
ومجموع أضعاف h من A،
{\displaystyle hA={\underset {h}{\underbrace {A+\cdots +A} }}\,.}